# 中村邦晴
中村 邦晴（なかむら くにはる、1950年8月28日 - ）は、日本の経営者。住友商事特別顧問を務めている。日本貿易会会長、経団連副会長、東京商工会議所副会頭、日本商工会議所特別顧問を歴任。

## 経歴
大阪府出身。大阪府立八尾高等学校を経て、1974年に大阪大学経済学部を卒業し、同年に住友商事に入社。
2005年に執行役員に就任し、常務、専務を経て、2012年4月に副社長に就任し、同年6月には社長に昇格した。2018年6月から会長に就任した。2024年4月に特別顧問就任。
2018年から2020年まで日本貿易会会長と2019年から2023年まで日本経済団体連合会副会長を務めている。
2022年11月より東京商工会議所特別顧問、2023年7月より東京商工会議所副会頭に就任。また、2022年11月より日本商工会議所特別顧問を務める。
2025年4月に旭日大綬章を受章した。